# Champigny-sur-Marne
Champigny-sur-Marne è un comune francese di 77 724 abitanti (INSEE) situato nel dipartimento della Valle della Marna nella regione dell'Île-de-France.

## Società

### Evoluzione demografica
Abitanti censiti

## Amministrazione

### Gemellaggi
- Bernau bei Berlin, dal 1962
- Rosignano Marittimo, dal 1963
- Musselburgh
- Jalapa, dal 1983
- Alpiarça, dal 2006